# Армия Спарты
Армия Спарты, Спартанское войско — сухопутные войска древнегреческого города-государства Спарты. 
В Древней Греции территория занятая её народами примерно дробилась на 2 000 мелких государств, обыкновенно состоявших из одного города с примыкающими к нему деревенскими поселениями и полями. Каждое такое город-государство пользовалось полною политическою независимостью или неуклонно стремилось к такой независимости от других агрессивных греческих племён или городов. Территория города-государства и была отечеством для этих жителей, все прочие греческие племена были чужие, иноземцы, и взаимные отношения между государствами были отношения международные. Поэтому войны происходили на протяжении всей истории Древней Греции, начиная с греческих темных веков. Образование городов-государств (полисов) положило начало периоду архаической Греции (800–480 годов до нашей эры). Войны между полисами, в отличие от набегов с целью грабежа скота и зерна, приобрели организованный характер.
В историческом периоде жизни Греции, в разное время гегемония принадлежала Спарте, Афинам и Фивам, которые и являлись представителями военного искусства. Устройство вооружённой силы было милиционное а воинской повинности подлежали все свободные граждане в возрасте от 20 до 60 лет в Спарте и от 18 до 40 лет в Афинах. Считалось, что спартанский воин стоит нескольких воинов из любого другого полиса.

## Структура и характеристика спартанского войска
Впервые спартанское войско упоминается в «Илиаде». В трактате «Государственное устройство лакедемонян» Ксенофонт подробно рассказывает о том, как была организована спартанская армия в его время.
Призыву подлежали спартанцы от 20 до 60 лет. Чаще всего на войну призывали мужчин до 40 лет, но в целом возрастной состав армии зависел от масштаба сражения. При этом военнообязанные до 30 лет продолжали жить небольшими отрядами и в мирное время, находясь под присмотром педотрибов (др.-греч. παιδοτρίβης — «тренирующий ребёнка»).
Вооружение спартанца составляли копьё, короткий меч и защитное вооружение: круглый щит, шлем, панцирь на груди и поножи. Вес защитного вооружения достигал 30 кг. Тяжеловооружённый боец назывался гоплитом. В состав спартанского войска включались и легковооружённые бойцы, вооружение которых составляло лёгкое копье, дротик или лук со стрелами. Тяжеловооружёнными в основном были спартиаты — полноправные граждане, а легковооружёнными или вовсе оруженосцами были периэки и илоты. Основу спартанской армии составляли гоплиты, имевшие численность порядка 5—6 тысяч человек. Приблизительно до Пелопоннесской войны полноправные граждане и периэки служили и воевали в разных отрядах. Конница Спарты была немногочисленной и неразвитой, так как местность, в которой располагался полис, обладала неровным рельефом, что затрудняло её подготовку.
Гоплиты вначале делились на 5 лохосов, а к концу V века до н. э. спартанская армия имела 8 лохосов. В IV веке до н. э. организационная структура спартанской армии ещё более усложнилась. Низшим подразделением было братство, или эномотия (64 человека); два братства составляли пентиокостис (128 человек); два пентиокостиса образовывали лох (256 человек); четыре лоха составляли мору (1024 человека). Все гоплиты входили в одну фалангу, которая представляла собой линейный строй копейщиков. Спартанская фаланга строилась в восемь шеренг в глубину. Дистанция между шеренгами на ходу была 2 м, при атаке — 1 м, при отражении атаки — 0,5 м. При численности в 8 тысяч человек протяжение фаланги по фронту достигало 1 км. Поэтому фаланга не могла передвигаться на большое расстояние, не расстраивая своего порядка, не могла действовать на пересечённой местности, не могла преследовать противника. Однако до битвы при Левктрах (371 год до н. э.) спартанская фаланга считалась непобедимой.
Кроме того, в спартанской армии существовали и небольшие отряды «особого назначения». Так, 300 наиболее выдающихся молодых людей составляли отряд телохранителей, которые и в мирное время охраняли почётных людей, были конвоем. 600 отборных воинов, которые часто шли в атаку впереди всего войска и всячески помогали остальным частям, составляли скиритский лох. Позднее в спартанской армии появились и наёмники.

## Поведение в бою
Плутарх сообщает о некоторых введённых Ликургом порядках, которые определяли жизнь солдат во время военных походов. Чтобы они были воодушевлены, именно в период военных действий юношам разрешалось больше внимания уделять внешности: они украшали одежду и боевое снаряжение, ухаживали за волосами. Кроме того, чтобы войско было полно сил перед сражением, тренировки становились менее изнурительными. Возможно, это делалось и для того, чтобы война воспринималась спартанцами как отдых от их жизни вне боевых действий.
Непосредственно перед боем, когда армия уже была выстроена и готова к сражению, командующий, чаще всего один из царей, совершал жертвоприношение, а непосредственно за этим флейтистам приказывалось играть Касторов напев — особую песню, под которую спартанцы, воодушевившись, и шли в бой.
Тактика спартанцев была очень простой. Поэтому в бою решающую роль играла физическая сила, мужество и храбрость воинов. Поверженного и обращённого в бегство врага преследовали обычно лишь для закрепления статуса победителя, а не с целью его полного уничтожения. Считалось, что достойно сражаться только с равным противником, а не добивать побеждённого. К тому же бытовало мнение, что знающий об этом обычае противник не будет проявлять исключительной стойкости в бою.

## Агогэ (система воспитания)
Воспитание молодого поколения считалось в классической Спарте (до IV века до н. э.) делом государственной важности. Система воспитания была подчинена задаче физического развития граждан-воинов. Среди моральных качеств упор делался на решительность, стойкость и преданность. С 7 до 20 лет сыновья граждан жили в интернатах военного типа. Помимо телесных упражнений и закаливания, практиковались военные игры, занятия музыкой и пением. Вырабатывались навыки речи чёткой и краткой («лаконичной» — от Лакония). Суровое воспитание, ориентированное на выносливость, и сейчас называют спартанским.

## История
Вскоре после дорийского вторжения во всей Греции наступили «Греческие Тёмные века». Об этом периоде известно очень мало, он характеризуется упадком культуры и утратой письменности. Произошло окончательное разрушение остатков микенской (ахейской) цивилизации, возрождение и господство родоплеменных отношений, но одновременно и их трансформация в раннеклассовые, а также формирование уникальных предполисных общественных структур. Спарта стала простой деревней на берегу реки Эврот в Лаконии.
В IX веке до н. э. законодательство Ликурга сделало из Спарты сильное военное государство, приобретшее гегемонию над Пелопоннесом и даже преобладание во всей Греции вплоть до периода греко-персидских войн. В результате Мессенских войн была завоёвана Мессения.
Ярчайшим примером спартанского мужества стало Фермопильское сражение, в котором 300 спартанских гоплитов в составе четырёхтысячного греческого контингента долгое время сдерживали армию царя Ксеркса I в ходе греко-персидских войн.
После Пелопоннесской войны Спарта на 4 десятилетия стала доминирующим государством в Греции.
В 146 году до н. э. вся Греция попадает под власть Рима и становится римской провинцией Ахеей. Спарта и Афины при этом получили права самоуправления в пределах своей территории в знак памяти об их былой славе.